# Laurel und Hardy: Im Krankenhaus
County Hospital ist eine Kurzfilmkomödie aus dem Jahr 1932 mit dem Komikerduo Laurel und Hardy in den Hauptrollen. Der Film ist im Deutschsprachigen Raum unter den Titeln Hals- und Beinbruch, Harte Eier und Nüsse, Im Taumel des Rauschgiftes und Dick und Doof im Krankenhaus bekannt.

## Handlung
Ollie liegt mit einem gebrochenen Bein im County Hospital und muss für längere Zeit das Bett hüten. Dennoch ist er sehr zufrieden, da er sich zum ersten Mal in seinem Leben wirklich entspannen kann. Eines Tages bekommt er Besuch von seinem besten Freund Stan, über den er allerdings wenig begeistert ist. Dieser überreicht ihm einen Beutel voller Nüsse und hartgekochter Eier, da Pralinen zu teuer waren. Als Ollie von seinem Arzt untersucht werden soll, wirft Stan das Gegengewicht von Ollies Gipsbein aus dem Fenster, wodurch der Arzt ebenfalls aus dem Fenster geschleudert wird und erst im letzten Moment gerettet werden kann. Bei dieser Rettungsaktion vergisst eine Schwester eine Spritze mit einem starken Schlafmittel auf einem Stuhl. 
Ollie wird aufgrund des Betragens seines Freundes entlassen. Stan setzt sich versehentlich auf die Spritze und begleitet ihn zum Ausgang des Hospitals. Dort beginnt die Spritze zu wirken und er wird müde. Sie steigen in Stans Wagen, Ollie auf die Rückbank und Stan ans Steuer, allerdings schläft dieser bei der Fahrt immer wieder ein und es kommt zu einer Reihe haarsträubender Beinaheunfälle, die Ollie hilflos miterleben muss. Am Ende landet das Auto demoliert zwischen zwei Straßenbahnen.

## Hintergrund
Der Film wurde am 25. Juni 1932 von MGM veröffentlicht. Die Produktion des Tonfilmes lag in der Hand der Hal Roach Studios, in deren Studios auch viele Szenen des Filmes gedreht wurden. Als Krankenhaus diente die Stadthalle von Culver City, die auch für den zwei Jahre später erschienenen Film Going Bye-Bye! verwendet wurde.
Bei der Krankenschwester mit dem Baby und der Krankenschwester mit der Spritze könnte es sich laut Internet Movie Database um dieselbe Schauspielerin handeln, die mit den zwei Künstlernamen „Estelle Ettere“ und „Belle Hare“ im Film auftrat. Im Film sind es jedoch zwei verschiedene Rollen, die eine hat schwarze Haare und die andere blonde Haare.

## Deutsche Fassungen
- 1933 erlebte der Film untertitelt als Harte Eier und Nüsse seine Premiere im Deutschen Reich.[1]
- Unter dem Titel Hals- und Beinbruch erschien die erste von der Internationalen Film-Union (IFU) erstellte Synchronfassung. Buch und Dialogregie lagen in den Händen von Karlheinz Brunnemann. Hermann Pfeiffer ist als Ollie zu hören und Walter Bluhm als Stan.
- Dick und Doof im Krankenhaus ist der Titel der 1961 bei der Beta Technik entstandenen zweiten Synchronfassung. Das Buch schrieb Wolfgang Schick, Regie führte Manfred R. Köhler und die Musik steuerte Conny Schumann bei. Arno Paulsen sprach Ollie und Walter Bluhm erneut Stan. Diese Fassung ist auf DVD erschienen.
- Die dritte Fassung, die 1969 von der MGM-Synchronabteilung erstellt wurde, erschien unter dem Titel Wie man einen kranken Freund besucht. Das Dialogbuch stammt von Michael Günther; Gerd Duwner übernahm Oliver Hardy und Walter Bluhm erneut Stan Laurel.